# ساشا یونس‌اوغلو
ساشا یونس‌اوغلو (انگلیسی: Sasha Yunisoglu؛ زادهٔ ۱۸ دسامبر ۱۹۸۵) بازیکن فوتبال اهل جمهوری آذربایجان است.
از باشگاه‌هایی که در آن بازی کرده‌است می‌توان به باشگاه فوتبال نفتچی باکو، باشگاه فوتبال سومقاییت، باشگاه فوتبال آزال باکو، باشگاه فوتبال باکو، باشگاه فوتبال پولونیا ورشو، باشگاه فوتبال کشله، باشگاه فوتبال قبله، باشگاه فوتبال دنیزلی اسپور، و باشگاه فوتبال روان باکو اشاره کرد.
وی همچنین در تیم ملی فوتبال جمهوری آذربایجان بازی کرده‌است.